# Partecipanti all'Arctic Race of Norway 2024
Elenco dei partecipanti all'Arctic Race of Norway 2024.
L'Arctic Race of Norway 2024 è stata l'undicesima edizione della corsa. Alla competizione presero parte 18 squadre: 5 con licenza UCI World Tour 2024, 12 UCI ProTeam e 1 UCI Continental Team.
Ciascuna delle squadre è composta da sei ciclisti, per un totale di 108 accreditati alla partenza.

## Corridori per squadra
Nota: R ritirato, NP non partito, FT fuori tempo, SQ squalificato
| Uno-X Mobility                | Uno-X Mobility                | Uno-X Mobility                | Israel-Premier Tech    | Israel-Premier Tech    | Israel-Premier Tech    | Astana Qazaqstan Team | Astana Qazaqstan Team  | Astana Qazaqstan Team |
| ----------------------------- | ----------------------------- | ----------------------------- | ---------------------- | ---------------------- | ---------------------- | --------------------- | ---------------------- | --------------------- |
| N°                            | Ciclista                      | Clas.                         | N°                     | Ciclista               | Clas.                  | N°                    | Ciclista               | Clas.                 |
| 1                             | Andreas Leknessund            | 30°                           | 11                     | Chris Froome           | 89°                    | 21                    | Christian Scaroni      | 12°                   |
| 2                             | Jonas Abrahamsen              | 34°                           | 12                     | Joseph Blackmore       | 10°                    | 22                    | Samuele Battistella    | 35°                   |
| 3                             | Magnus Cort Nielsen           | 1°                            | 13                     | Nadav Raisberg         | 51°                    | 23                    | Evgenij Gidič          | 100°                  |
| 4                             | Markus Hoelgaard              | 79°                           | 14                     | Mads Würtz Schmidt     | 28°                    | 24                    | Max Kanter             | 50°                   |
| 5                             | Alexander Kristoff            | 49°                           | 15                     | Nick Schultz           | 19°                    | 25                    | Rüdiger Selig          | 88°                   |
| 6                             | Rasmus Tiller                 | 87°                           | 16                     | Tom Van Asbroeck       | 44°                    | 26                    | Declan Trezise         | 84°                   |
| Team DSM-Firmenich PostNL     | Team DSM-Firmenich PostNL     | Team DSM-Firmenich PostNL     | Cofidis                | Cofidis                | Cofidis                | Arkéa-B&B Hotels      | Arkéa-B&B Hotels       | Arkéa-B&B Hotels      |
| N°                            | Ciclista                      | Clas.                         | N°                     | Ciclista               | Clas.                  | N°                    | Ciclista               | Clas.                 |
| 31                            | Kevin Vermaerke               | 3°                            | 41                     | Ben Hermans            | 20°                    | 51                    | C. Champoussin         | 2°                    |
| 32                            | Bjoern Koerdt                 | 65°                           | 42                     | Aimé De Gendt          | 46°                    | 52                    | Vincenzo Albanese      | 37°                   |
| 33                            | Tobias Lund Andresen          | 69°                           | 43                     | Milan Fretin           | R 2ª                   | 53                    | Jenthe Biermans        | 82°                   |
| 34                            | Alexander Edmondson           | 93°                           | 44                     | Oliver Knight          | 95°                    | 54                    | Matis Louvel           | 57°                   |
| 35                            | Gijs Leemreize                | 47°                           | 45                     | Axel Mariault          | 16°                    | 55                    | Embret Svestad         | 31°                   |
| 36                            | Mees Vlot                     | 97°                           | 46                     | Harrison Wood          | 17°                    | 56                    | Martin Tjøtta          | 91°                   |
| Team Jayco AlUla              | Team Jayco AlUla              | Team Jayco AlUla              | Equipo Kern Pharma     | Equipo Kern Pharma     | Equipo Kern Pharma     | Team Flanders-Baloise | Team Flanders-Baloise  | Team Flanders-Baloise |
| N°                            | Ciclista                      | Clas.                         | N°                     | Ciclista               | Clas.                  | N°                    | Ciclista               | Clas.                 |
| 61                            | Mauro Schmid                  | 4°                            | 71                     | Unai Iribar            | 27°                    | 81                    | Kamiel Bonneu          | 6°                    |
| 62                            | Lawson Craddock               | 90°                           | 72                     | Haimar Etxeberria      | 81°                    | 82                    | Toon Clynhens          | 74°                   |
| 63                            | Davide De Pretto              | 23°                           | 73                     | Francisco Galván       | 61°                    | 83                    | Lars Craps             | 14°                   |
| 64                            | Anders Foldager               | 15°                           | 74                     | Álex Jaime             | 68°                    | 84                    | Gilles De Wilde        | 86°                   |
| 65                            | Amund Grøndahl J.             | 53°                           | 75                     | Mikel Retegi           | 22°                    | 85                    | Elias Maris            | 45°                   |
| 66                            | Jesús David Peña              | 33°                           | 76                     | Antonio Jesús Soto     | R 4ª                   | 86                    | Vincent Van Hemelen    | 54°                   |
| TDT-Unibet                    | TDT-Unibet                    | TDT-Unibet                    | Lotto Dstny            | Lotto Dstny            | Lotto Dstny            | TotalEnergies         | TotalEnergies          | TotalEnergies         |
| N°                            | Ciclista                      | Clas.                         | N°                     | Ciclista               | Clas.                  | N°                    | Ciclista               | Clas.                 |
| 91                            | Cedrik Christophersen         | R 4ª                          | 101                    | Jenno Berckmoes        | 7°                     | 111                   | Pierre Latour          | NP3ª                  |
| 92                            | Owen Geleijn                  | 85°                           | 102                    | Logan Currie           | 32°                    | 112                   | Thomas Bonnet          | 41°                   |
| 93                            | Kevin Inkelaar                | 59°                           | 103                    | Pascal Eenkhoorn       | 56°                    | 113                   | Mathieu Burgaudeau     | 11°                   |
| 94                            | Jelle Johannink               | 94°                           | 104                    | Jacopo Guarnieri       | 99°                    | 114                   | Émilien Jeannière      | 43°                   |
| 95                            | Lander Loockx                 | 8°                            | 105                    | Lionel Taminiaux       | 70°                    | 115                   | Lorrenzo Manzin        | 77°                   |
| 96                            | Andreas Stokbro               | 39°                           | 106                    | Jonas Gregaard         | 24°                    | 116                   | Dries Van Gestel       | 67°                   |
| Q36.5 Pro Cycling Team        | Q36.5 Pro Cycling Team        | Q36.5 Pro Cycling Team        | Tudor Pro Cycling Team | Tudor Pro Cycling Team | Tudor Pro Cycling Team | Bingoal WB            | Bingoal WB             | Bingoal WB            |
| N°                            | Ciclista                      | Clas.                         | N°                     | Ciclista               | Clas.                  | N°                    | Ciclista               | Clas.                 |
| 121                           | Gianluca Brambilla            | 13°                           | 131                    | Jacob Eriksson         | 63°                    | 141                   | Floris De Tier         | 9°                    |
| 122                           | Walter Calzoni                | 38°                           | 132                    | Lucas Eriksson         | 26°                    | 142                   | Louis Blouwe           | 71°                   |
| 123                           | Marcel Camprubi               | 76°                           | 133                    | Alexander Kamp         | 36°                    | 143                   | Louka Matthys          | 29°                   |
| 124                           | Fabio Christen                | 5°                            | 134                    | Arthur Kluckers        | 78°                    | 144                   | Johan Meens            | 42°                   |
| 125                           | Filippo Colombo               | NP3ª                          | 135                    | Simon Pellaud          | 73°                    | 145                   | Luca Van Boven         | 96°                   |
| 126                           | Tobias Ludvigsson             | 58°                           | 136                    | Florian Stork          | 18°                    | 146                   | Sasha Weemaes          | 98°                   |
| VF Group-Bardiani CSF-Faizanè | VF Group-Bardiani CSF-Faizanè | VF Group-Bardiani CSF-Faizanè | Team Novo Nordisk      | Team Novo Nordisk      | Team Novo Nordisk      | Team Coop–Repsol      | Team Coop–Repsol       | Team Coop–Repsol      |
| N°                            | Ciclista                      | Clas.                         | N°                     | Ciclista               | Clas.                  | N°                    | Ciclista               | Clas.                 |
| 151                           | Domenico Pozzovivo            | 21°                           | 161                    | Matyáš Kopecký         | 66°                    | 171                   | Anton Stensby          | 62°                   |
| 152                           | Luca Colnaghi                 | 55°                           | 162                    | Andrea Peron           | 64°                    | 172                   | Karsten Feldmann       | 48°                   |
| 153                           | Filippo Fiorelli              | 52°                           | 163                    | Alex Perracchione      | 80°                    | 173                   | Eivind Broholt Fougner | R 4ª                  |
| 154                           | Davide Gabburo                | 40°                           | 164                    | Antonio Polga          | 60°                    | 174                   | Storm Ingebrigtsen     | 75°                   |
| 155                           | Alessio Martinelli            | 25°                           | 165                    | Filippo Ridolfo        | 72°                    | 175                   | Kalle Kvam             | 101°                  |
| 156                           | Samuele Zoccarato             | R 2ª                          | 166                    | Nathan Smith           | 92°                    | 176                   | Halvor Sandstad        | 83°                   |